# Этьен де Шалон
Этьен де Шалон (фр. Étienne de Châlons; ум. 17 мая 1144) — католический церковный деятель XII века. Принял обеты ордена цистерианцев в монастыре Клерво, был учеником Бернарда Клервоского
На консистории в декабре 1139 года был провозглашен кардиналом-епископом диоцеза Палестрины. Участвовал в выборах папы 1143 (Целестин II) и 1144 (Луций II) годов.